# Calzadilla (Cáceres)
Calzadilla ist eine Gemeinde (municipio) mit 455 Einwohnern (Stand: 2024) im äußersten Nordwesten der Provinz Cáceres in der Autonomen Region Extremadura im Westen Spaniens. 

## Lage
Calzadilla liegt etwa 75 Kilometer (Fahrtstrecke) nördlich der Provinzhauptstadt Cáceres in einer Höhe von ca. 355 m. Das Klima ist gemäßigt bis warm; Regen (689 mm/Jahr) fällt hauptsächlich im Winterhalbjahr.

## Bevölkerungsentwicklung
| Jahr      | 1970 | 1981 | 1991 | 2001 | 2011 | 2021 |
| Einwohner | 1012 | 743  | 618  | 546  | 497  | 468  |

Der deutliche Bevölkerungsrückgang seit den 1950er Jahren ist im Wesentlichen auf die Mechanisierung der Landwirtschaft sowie die Aufgabe bäuerlicher Kleinbetriebe („Höfesterben“) und den damit einhergehenden Verlust von Arbeitsplätzen zurückzuführen.

## Sehenswürdigkeiten
- Marienkirche (Iglesia de Nuestra Señora de la Consolación)
- Christuskapelle